# Paul Kariya
Paul Tetsuhiko Kariya (Vancouver, 16 oktober 1974) is een Canadese voormalige ijshockeyspeler. Hij speelde 15 seizoenen in de hoogste ijshockey competitie van Noord-Amerika, de National Hockey League. Op jonge leeftijd werd Kariya vaak vergeleken met Wayne Gretzky vanwege zijn spelinzicht maar mede dankzij aanhoudende blessures was Kariya's carrière een stuk minder succesvol dan die van Gretzky.

## NHL debuut
Paul Kariya werd in 1993 gedraft door de Mighty Ducks of Anaheim, een nieuwe club die voor het eerst mee zou doen in de NHL. Hij had zich via verschillende jeugdteams in Canada al gepresenteerd als een toptalent en speelde al voor Canada Onder 18 en Onder 20 voordat hij in de NHL ging spelen. Hij was de eerste speler ooit die door de Ducks franchise gedraft werd. Er werd veel verwacht van het talent maar door onenigheid over spelerssalarissen duurde het maanden voordat het NHL seizoen daadwerkelijk van start ging. Het seizoen werd bovendien door tijdsgebrek ingekort naar 48 wedstrijden. Kariya scoorde zijn eerste goal op 21 januari 1995 tegen de Winnipeg Jets. Hij zou het eerste seizoen eindigen met 18 goals en 39 punten, het hoogste van alle Ducks spelers in dat seizoen. Hij werd genomineerd voor de Calder Memorial Trophy, de prijs voor beste nieuwkomer, maar uiteindelijk won Peter Forsberg deze trofee.

## Kariya en Selänne
Kariya was in de jaren daarna de motor van het Anaheim team. Het team scoorde weinig en leunde zwaar op Kariya's scorend vermogen om wedstrijden te winnen. In het seizoen 1995-1996 werd door de club dan ook besloten om Teemu Selänne van de Winnipeg Jets naar Anaheim te halen. Met een extra jonge, talentvolle aanvaller hoopte de clubleiding de druk op Kariya te verlichten en het team meer aanvallende kracht te geven. Het bleek een schot in de roos. De Ducks waren ijzersterk in de laatste wedstrijden van het seizoen maar kwamen uiteindelijk 1 punt te kort om zich te plaatsen voor de Stanley Cup playoffs. Het duo Kariya-Selänne werd in de jaren daarna een van de meest gevreesde en meest scorende aanvalslinies in de hele NHL. Hoe sterk het duo was bleek wel toen Kariya de eerste 13 wedstrijden van het seizoen 1996-1997 moest missen door een spierblessure en daarna een hersenschudding; het team won slechts 2 van die eerste 13 wedstrijden. Ondanks dat hij het begin van het seizoen miste werd Kariya uiteindelijk 3e op de lijst van spelers met het meeste aantal punten, vlak achter zijn teamgenoot Selänne. Kariya werd genomineerd voor 2 prijzen, de Hart Memorial Trophy en de Lady Byng Award. Hij won de Lady Byng Award, de prijs voor sportiefste speler van het jaar omdat hij slechts 6 strafminuten had gekregen dat seizoen.

## Blessures
Kariya was geselecteerd voor het Canadese team dat in Nagano mee zou doen aan de Olympische Winterspelen van 1998. Spelen in Japan was voor Kariya speciaal, aangezien zijn vader van Japanse afkomst was. Echter, enkele weken voordat de Spelen zouden beginnen werd Kariya wederom getroffen door een hersenschudding, zijn 4e in 3 jaar tijd. Hij zou de Spelen missen en uiteindelijk slechts 22 wedstrijden in de NHL spelen dat jaar. Desondanks scoorde hij 17 goals en noteerde 31 punten. Het was een groot gemis voor de Ducks die dat seizoen een na laatste werden.
Kariya bleef in de jaren daarna last houden van aanhoudende hoofdpijn en geheugenverlies. De Ducks probeerde op allerlei manieren hun sterspeler in bescherming te nemen. Er werden speciale helmen voor hem ontworpen en er werden 2 spijkerharde verdedigers naar Anaheim gehaald om Kariya te beschermen voor harde bodychecks.
De tandem Kariya-Selänne bleef goed presteren maar beide spelers legden enorme financiële druk op de Ducks. Bovendien wist het team slechts 2 keer de Stanley Cup playoffs te bereiken in de jaren waarin beide spelers in Anaheim verbleven. In 2001 werd Selänne dan ook verkocht aan de San Jose Sharks, een beslissing die Kariya betreurde maar begrijpelijk vond. In de jaren daarna moest Kariya wederom alleen de kar trekken bij de Ducks. Dit resulteerde in steeds minder goals van hem, slechte teamprestaties en halflege stadions.

## Wederopstanding
In 2003 werden Adam Oates en Petr Sýkora ingelijfd door de Ducks; 2 ervaren spelers die specifiek gehaald werden om Kariya te helpen. Met een nieuwe defensieve speelstijl wist het team zich te plaatsen voor de playoffs. In de eerste ronde werd de regerend Stanley Cup winnaar, de Detroit Red Wings met 4-0 verslagen. Uiteindelijk zouden de Anaheim Ducks doorstoten tot de finale van de playoffs. In de 6e wedstrijd van die finale serie tegen de New Jersey Devils incasseerde Kariya een elleboog in het gezicht waarna hij minutenlang bewusteloos op het ijs bleef liggen. Door teamgenoten werd hij naar de kleedkamer gedragen. Zowel de toeschouwers als commentatoren vreesden voor wederom een hersenschudding. Tot ieders verbazing kwam Kariya amper 10 minuten later terug het ijs op, scoorde de 4-1 en forceerde een beslissende 7e wedstrijd. Deze ging met 3-0 verloren, in wat Kariya's laatste wedstrijd bij de Ducks bleek te zijn. Op dat moment had hij meerdere clubrecords in handen waaronder meeste goals en assists. Al deze clubrecords werden echter verbroken door Teemu Selänne toen deze in 2005 terugging naar de Anaheim Ducks.

## Colorado Avalanche
Kariya's contract bij de Ducks was verlopen en hij besloot naar de Colorado Avalanche te verhuizen. Dit deed hij na overleg met Teemu Selänne die er 3 jaar bij de San Jose Sharks op had zitten en tevens zonder contract was. Ze besloten zich samen aan te sluiten bij de Avalanche, waar zij hoopten de beste kans te maken op het winnen van een Stanley Cup. Kariya ging akkoord met een salarisverlaging van 88% ten opzichte van zijn 10 miljoen dollar per seizoen die hij verdiende bij de Ducks. Zowel hij als Selänne tekenden voor 1 seizoen in Colorado. Een aanhoudende polsblessure hield Kariya meerdere wedstrijden aan de kant in dat seizoen. Selänne had ook een slecht jaar en scoorde het minste aantal goals van al zijn seizoenen als prof. De Avalanche plaatsten zich wel voor de playoffs maar werden al in de 2e ronde uitgeschakeld.

## Nashville Predators
Wederom contractvrij en fit nadat de lockout van 2004 hem een jaar de tijd gaf te herstellen van verschillende blessures sloot Kariya zich aan bij de Predators. Kariya werd de duurste aankoop ooit voor de Predators; hij zou 9 miljoen dollar gaan verdienen in 2 seizoenen. Het team zou in 2005-2006 naar de playoffs gaan maar in de eerste ronde al verliezen van de San Jose Sharks. Paul Kariya had desondanks een van zijn betere seizoenen. Ook in het jaar daarna had Kariya de meeste punten van alle Predators spelers. Wederom plaatste het team zich voor de playoffs en wederom werd er in de eerste ronde verloren van de San Jose Sharks. De eigenaar van de Nashville Predators gaf na afloop van het seizoen aan de club te willen verkopen. Kariya, die contractvrij was, besloot het team te verlaten omdat onduidelijk was wat er met de club ging gebeuren.

## St. Louis Blues
Paul Kariya zou zijn carrière afsluiten bij de St. Louis Blues. Hij stond 3 seizoenen onder contract bij de club maar kwam door een breed scala aan blessures niet veel aan spelen toe. Onder andere een gebroken heup en een polsblessure zorgden er voor dat Kariya slechts 11 wedstrijden speelde in het seizoen 2008-2009. Na het seizoen 2009-2010 probeerde Selänne Kariya over te halen terug te komen naar de Anaheim Ducks, waar Selänne zelf ook weer speelde. Doktoren gaven Kariya echter te kennen dat zijn hersenschade dusdanig was dat het onverantwoord was om nog ijshockey te spelen. Hierop besloot Kariya te stoppen met professioneel ijshockey.

## Wetenswaardigheden
- In 2018 werd Paul Kariya's vaste rugnummer 9 teruggetrokken door de Anaheim Ducks. Dit houdt in dat geen enkele andere Ducks speler ooit met dat rugnummer mag spelen. Kariya's rugnummer was pas het 2e rugnummer dat door de Ducks werd teruggetrokken, de eerste was nummer 8, het vaste rugnummer van Teemu Selänne.
- In 2017 werd Kariya opgenomen in de Hockey Hall of Fame.